# Cesson Rennes Métropole HB
Cesson Rennes Métropole Handball ist ein französischer Handballverein aus der Stadt Cesson-Sévigné. Der Verein wurde 1968 als L'O.C. Cesson Handball gegründet, 2011 wurde er umfirmiert.
Im Jahr 1991 gelang der Aufstieg in die dritte Liga (Nationale 3), 2000 in die zweite Liga (Division 2) und 2009 in die höchste Spielklasse (Division 1). Nachdem Cesson Rennes Métropole HB 2019 abgestiegen war, gelang der Mannschaft ein Jahr später der sofortige Wiederaufstieg.